# Hildur Lithman
Hildur Margareta Lithman, född Ljungqvist den 3 juni 1880 i Kristinehamn, död den 30 november 1966 i Täby, var en svensk skådespelare.
Lithman var dotter till teaterdirektören Emil Ljungqvist. Hon var anställd hos fadern vid Folkteatern i Göteborg 1897–1902, var sedan hos Hugo Rönnblad 1905–1906, vid Folkteatern i Stockholm 1906–1910, Södra Teatern 1910–1912 och hos Murre Fröberg 1912–1914.
Bland hennes roller märks Anna i Första fiolen, Cadet i Fregattkapten, Ingeborg Holm, Selma i Min skall du bli, Karen i Karen, Maren och Mätte, Maria i Trettondagsafton och Magda i Hemmet.
Hon var från 1903-1907 gift med köpman Sten Lithman (1875–1958). Hildur Lithman är begravd på Norra begravningsplatsen utanför Stockholm.

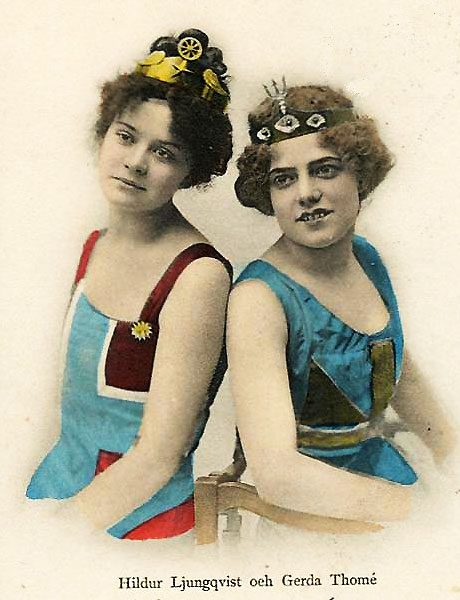
Hildur Ljungqvist och Gerda Thomé 1902.

## Filmografi
- 1921 – Körkarlen
- 1935 – Ungkarlspappan
- 1936 – 33.333
- 1937 – Familjen Andersson

## Teater

### Roller (ej komplett)
| År   | Roll            | Produktion                        | Regi               | Teater           |
| ---- | --------------- | --------------------------------- | ------------------ | ---------------- |
| 1918 | Madame Salvesen | Baldevins bröllop Vilhelm Krag    |                    | Intima teatern   |
| 1918 | Fru Haines      | Fröken X, Box 1742 Cyril Harcourt | Albert Ståhl       | Djurgårdsteatern |
| 1934 | Elise           | Flickor i uniform Christa Winsloe | Harry Roeck-Hansen | Blancheteatern   |